# Дечанска хрисовуља
Дечанска хрисовуља је оснивачка повеља манастира Дечани из 1330. године. Оригинал је написан у облику свитка, величине 330х5200 милиметара, оверена краљевским златним печатом. Познате су још две верзије писане на папирусу у облику књиге.
Хрисовуља је писана ћирилицом, на српској редакцији страсловенског језика тј. на  српскословенском језику.

## Историја
Краљ Стефан Урош III Дечански, син краља Милутина, отац цара Душана, подигао је 1330. године задужбину манастир Дечане. Том приликом је издао хрисовуљу у циљу утврђивања правног статуса задужбине и регулисања статуса становништва, њихових права и обавеза на манастирским поседима. Побројани су поседи који припадају манастиру и мушко становништво на имањима. Све од Белог Дрима до Комова у Црној Гори, и од Пећи до реке Валбоне (у данашњој Албанији) припало је манастиру Дечани. Хрисовуља је написана у канцеларији краљевог двора у Породимљу на Косову.
Сачуване су три верзије хрисовуље, које се разликују по језику и правопису. Хрисовуља представља значајни споменик српске средњовековне књижевности.
Оригинал верзије на папирусу се чувао у Народној библиотеци Србије на Косанчићевом венцу све до Априлског рата 1941. када је нестао. Недавно су се појавили поједини делови Дечанске хрисовуље у поседу приватних лица.
Дечани садрже најраскошнији клесани украс и највећу галерију фресака средњовековне српске уметности. Сликане су у периоду од 1339. до 1347/1348. Фреске представљају највећи извор података о византијској иконографији. Богатство династије Немањића је уложено у подизање овог храма. Раскошном лепотом храм је био симбол о снази српског народа на Косову и Метохији и порука будућим генерацијама како се чува, негује хришћанска вера. Када су Турци кренули своја пустошења по Србији они су разорили и економију овог манастира и растурили поседе. Било је безуспешних покушаја да се то врати, о манастиру су бринули народ и монаси. Верници кажу да су манастир штитиле мошти Стефана Дечанског, које се вековима ту налазе. Прва хрисовуља се чувала у скривници манастира са вредним рукописним књигама и другим драгоценостима. Протеривањем Срба из тих крајева крећу приче да је манастир албански и да су Срби на овом месту окупатори. Садржај Прве дечанске хрисовуље која је издата 1330. године нам показује да то наравно није истина. Језиком којим је писана, именима људи и места који су у њој забележени. Поред ове познате су још две верзије у облику књиге. Ова хрисовуља се данас налази у Архиву Србије, на почетку је чувана у манастиру Дечани. После тога наизглед је пренета у манастир Студеницу јер је то било безбедније место. Касније према речима Јована Стерије Поповића од децембра 1846. године ова хрисовуља  је била на чувању у српском народном музеју. Средином деветнаестог века враћена је у Дечане. Од 1903-1916 манастир Дечани је био под управом руских монаха. Они су хрисовуљу пренели у ћелију светог Јована Златоуста у Светој Гори. Српска црква је била незадовољна том одлуком и хтели су да је врате у манастир. Уместо у Дечане донета је у Београд, а 1921. године дата је Државном архиву како би била добро чувана. Хрисовуља је први пут била доступна јавности 1840. године када је штампана у Српским споменицима. Из тог издања сазнајемо да се оригинал чувао у једном српском манастиру, а то је могла бити Жича. Доста дечанских књига је било тамо пренето јер је било потребно реновирати Дечане. Штампана је и у Русији међутим ниједно издање није у потпуности тачно па се због тога не може користити за истраживања.

## Опис и садржај
Хрисовуља је написана 1330. године у облику пергаментног свитка 390x5200 милиметара у краљевском дому у Породимљу, јужни део Косова. Писана је црним мастилом, уставним словима, а црвеном бојом су написани краљев потпис и иницијална слова. Направљена је од осам пергамената. Горњи део је учвршћен тамноцрвеном кожом да би се заштитио почетни део пергамената. На врху повеље се налази орнамент у облику плавог круга, а око којег се налази осам мањих кругова са црвеним звездицама. На плавом кругу су постојала нека слова која се данас не могу прочитати. Почиње симболичном инвокацијом Бога, писан је српскословенским језиком. Уводни део, аренга, има теолошки садржај. Ту је исказано краљево осећање побожности. Аренга затим прелази у експозицију. Ту је владар набројао разлоге зашто је подигао храм посвећен господу. Значајни део заузима истицање краљевих предака, који су владали српском земљом из којих проистиче онда његово право на престо. Затим има део о аутобиографији краља Стефана Дечанског. Следи диспозиција, која је писана српским народним језиком. Највећи део је посвећен пописима даровних насеља, становницима који су ту живели и били обавезни да раде за манастир. Забележене су и законске одредбе које су регулисале живот на манастирском добру. Последњи део повеље писан је српскословенским језиком. Прве вести о боју код Велбужда ( 28. јула 1330. године ) су овде забележене, непосредно после битке. На крају се налази клетва која упозорава да свако ко разори нешто што је речено повељом биће кажњен од самог Бога. Била је оверена златним краљевим печатом који није сачуван до данашњих дана.

## Друга и трећа верзија
После прве осниваче хрисовуље настала је настала друга, о облику пергаментне књиге. Све што је изостало у првом примерку и касније донесене одлуке овде су забележене. У првој верзији уписана су села и њихове међе, а у другој становници тих села који су били порески обавезници. Овај препис се налазио у манастиру, потврђен је потписом Стефана Дечанског. Иза тог потписа следи овера његовог сина, краља Душана. Неки делови текста кроз векове су изгубљени, али се ипак сачувало довољно да стекнемо слику тог средњовековног манастирског добра. О њој се ништа није знало све до око 1870. године кад ју је открио Милош Милојевић. Око 1872. године је донета у Београд како би била публикована, али је касније нестала. Данас се о њеном изгледу зна само да је писана уставним писмом и црним мастилом. Трећа верзија Дечанске хрисовуље сматра се да је написана између 1343-1345 године. Главна допуна се састоји у томе што је поред пописа становника и катуна задржала још много других допуна. Како су се прилике на манастирском добру мењале било је потребно све то прибележити. То је разлог зашто се приступило изради нове верзије хрисовуље. Нова хрисовуља је написана у облику рукописне књиге, уставним словима, црним мастилом. Потписи краљева ( Стефана Дечанског, Стефана Душана ) и иницијална слова су црвене боје. Њена трећа верзија се налазила у Лондону, али је откупљена од стране лондонског колекционара, након чега се налази у Архиву Српске академије наука и уметности у Београду. Уз ову верзију хрисовуље налазе се још неколико дописаних текстова међу којима је и повеља кнегиње Милице. Захваљујући томе што је овај документ сачуван могу се утврдити многе важне чињенице тога времена. С обзиром да су сачуване три верзије оне се могу упоредити и на основу тога се прати рад манастирских канцеларија.

## Правопис и језик
Оне су писане млађим рашким правописом. Једино је у првој верзији уметнуто парче пергамента, где је исписано десет редова текста који не постоје у другим верзијама. Дечанска повеља је пример диглосије. Гласовна промена једначење по звучности није доследно спроведено. Уводни и завршни делови у све три хрисовуље су писани на српскословенском језику.

## Живот на властелинству
Све три верзије дају поуздане податке о величини манастирског властелинства. Простирало се од реке Белог Дрима до Комова и од Пећи до реке Валбоне. Закључује се да је била велика покретљивост становништва и да су људи долазили на дечанско добро. На њему се налазило 2097 ратарских кућа. По обиму и броју законских одредаба хрисовуља спада у најпотпуније изворе српског средњовековног права. Биле су одређене и записане дужности за меропхе који држе земљу. Морали су обрађивати виноград, радити око житарица. Имали су и допунске радове које су звали бедба, услови су били повољнији него на другим црквеним имањима. Били су у обавези да косе манастирске ливаде и да брину о сену. Деца меропха нису могла да пређу у ред свештеника. Закон за сокалнике је постојао и био је повољнији него за меропхе. Не зна се тачно значење ове речи, али се повезује са речју сокалница што значи кухиња. Нека од занимања занатлија била су ковачи, златари, кожари и сви остали мајстори су морали да раде послове око вина, жита а сено су морали косити. Постоји доста законских одредаба о власима. Србин није смео да се жени влахињом, термин влах значи сточар. Власи који си имали стоку имали су и дужност да донесу прописану со. Свештеници су имали дужност да копају виноград, попови су давали доходак епископу. Било је такође и одредаба које су се односиле и на цело село. Одређена је казна за оне који се не одазову на судски позив, вражда се плаћала као и у остатку српске земље. У другој и трећој верзији законске одредбе су проширене. Ове исправе се одликују правним и економским терминима, најбројнији су из српског народног и књижевног језика, мало је позајмљеница из других језика. Најбројнија имена су била словенска, хришћанска затим тек романска, албанска и друга. Име Немања није носио ни један становник властелинства, док је име Радослав било најчешће.
Дечанске су једине повеље које су садржале демографске податке о насељеницима властелинства.